# Werbka-Murowana
Werbka-Murowana (ukr. Вербка-Мурована) – wieś na Ukrainie, w obwodzie chmielnickim, w rejonie chmielnickim. W 2001 liczyła 526 mieszkańców, wśród których 524 wskazało jako ojczysty język ukraiński, a 2 rosyjski.

## Urodzeni
- Wasyl Jaducha